# The Lathe of Heaven (film)
The Lathe of Heaven este un film din 1980, o adaptare a romanului science-fiction din 1971 The Lathe of Heaven (Sfâșierea cerului) de Ursula K. Le Guin. Acesta a fost regizat de David Loxton și Fred Barzyk. Le Guin a fost implicată în turnarea, planificarea scenariilor, re-scrierea și filmarea producției.
În film interpretează actorul Bruce Davison ca protagonistul George Orr, Kevin Conway în rolul Dr. William Haber și Margaret Avery ca avocata Heather LeLache. 

## Intrigă
În Portland, Oregon, în viitorul apropiat, George Orr este acuzat de utilizarea abuzivă a mai multor medicamente eliberate pe bază de prescripție medicală, pe care le luase pentru a nu mai visa; el se oferă voluntar pentru îngrijirea psihiatrică pentru a evita urmărirea penală și este încredințat îngrijirii onirologului William Haber. Explicația lui Orr despre abuzul de medicamente este incredibilă: el a aflat de la vârsta de 17 ani că visele lui se schimbă în realitate și încearcă să nu mai viseze pentru că se teme de efectele lor. 

## Distribuție
- Bruce Davison ca George Orr
- Kevin Conway ca Dr. William Haber
- Margaret Avery ca avocata Heather LeLache
- Niki Flacks ca Penny Crouch
- Peyton Park ca Mannie Ahrens
- Vandi Clark ca mătușa Ethel
- Jo Livingston ca tată al lui George
- Jane Roberts ca bunica
- Tom Matts ca bunic
- Frank Miller ca ofițer de parole
- Joye Nash ca femeie în metrou
- Gena Sleete ca femeie în metrou
- Ben McKinley III ca Orderly
- RA Mihailoff ca Orderly